# Barrage des Olivettes
Pour les articles homonymes, voir Olivette.

Le barrage des Olivettes est un barrage sur la Peyne situé à Vailhan, dans le département de l’Hérault en France.

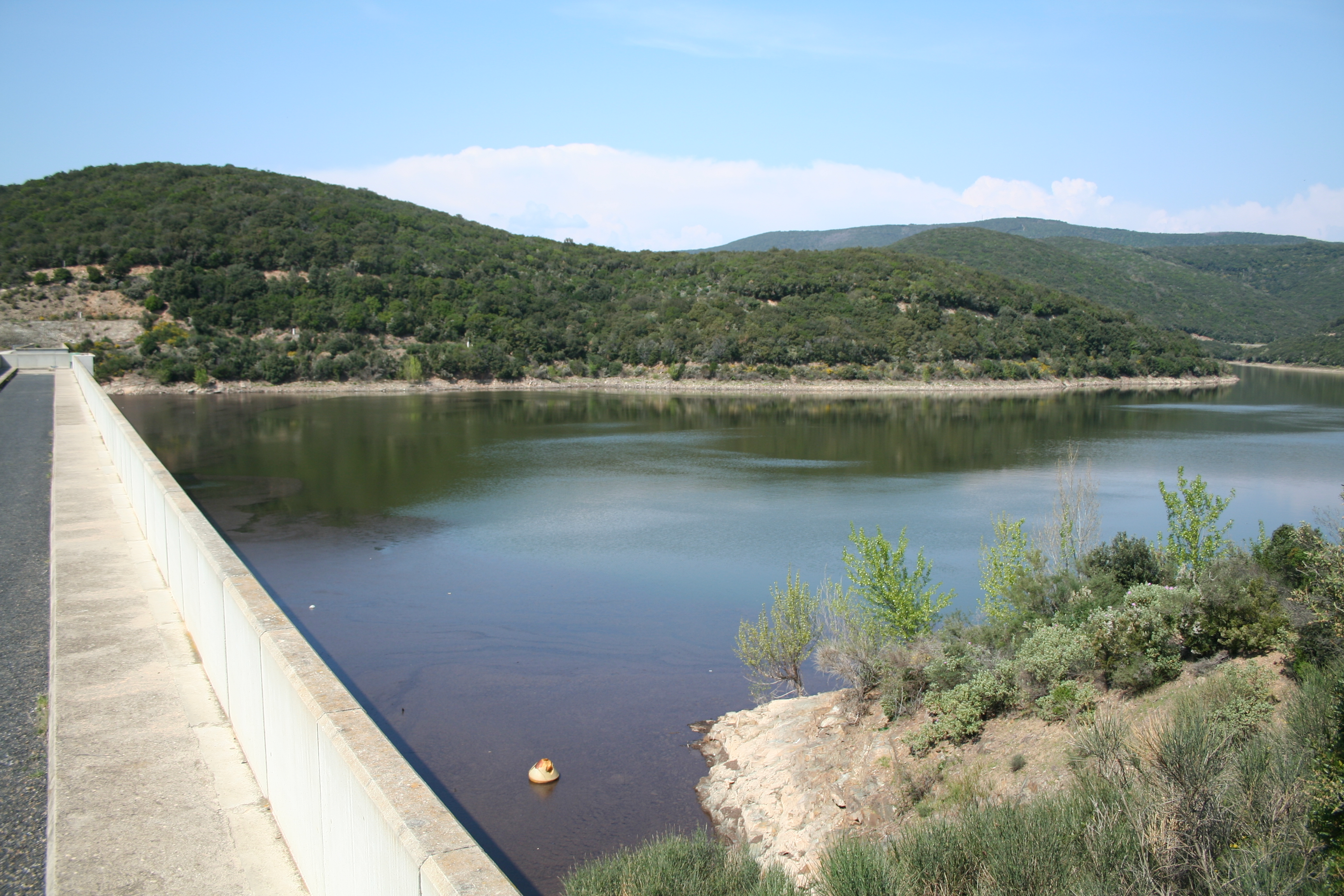
Lac des Olivettes.

Il est destiné à l’irrigation et à l'écrêtement des crues de la rivière Peyne, affluent de l'Hérault. La capacité de stockage des crues est de 2,7 millions de m3.

## Caractéristiques
Il s'agit d'un barrage-poids en béton compacté au rouleau (BCR), d'un volume de 85 000 m3. Il est haut de 30 m (depuis les fondations) et long de 250 mètres.
Le lac de retenue atteint une altitude de 163 m. Il occupe 40 hectares, pour un volume de 4,4 millions de m3.

## Chronologie
Le barrage des Olivettes a été construit entre 1986 et 1988. La mise en eau s'est faite entre 1989 à mars 1993 pendant quatre années sèches. Le barrage a fait l'objet d'une vidange réglementaire à l'automne 2000.